# Кубок Уельсу з футболу 2001—2002
Кубок Уельсу з футболу 2001–2002 — 115-й розіграш кубкового футбольного турніру в Уельсі. Титул вдруге поспіль здобув клуб Баррі Таун.

## Календар
| Раунд        | Дата                 | Матчі | Клуби   |
| ------------ | -------------------- | ----- | ------- |
| Перший раунд | 25 серпня 2001       | 2     | 95 → 93 |
| Перший раунд | 15-22 вересня 2001   | 35    | 93 → 58 |
| Другий раунд | 13 жовтня 2001       | 26    | 58 → 32 |
| 1/16 фіналу  | 16-17 листопада 2001 | 16    | 32 → 16 |
| 1/8 фіналу   | 9 лютого 2002        | 8     | 16 → 8  |
| 1/4 фіналу   | 9 березня 2002       | 4     | 8 → 4   |
| 1/2 фіналу   | 6 квітня 2002        | 2     | 4 → 2   |
| Фінал        | 5 травня 2002        | 1     | 2 → 1   |

## 1/16 фіналу
| Команда 1             | Рахунок | Команда 2            |
| --------------------- | ------- | -------------------- |
| 16 листопада 2001     |         |                      |
| Порт-Толбот Таун      | 1:2     | Баррі Таун           |
| 17 листопада 2001     |         |                      |
| Аберіствіт Таун       | 0:1     | Абераман Таун        |
| Аван Лідо             | 0:2     | Кармартен Таун       |
| Бетус                 | 1:0     | Ньюпорт              |
| Бланрондда            | 1:3     | Кумбран Таун         |
| Кайрсус               | 4:1     | Лех XI               |
| Кардіфф Цивіл Сервіс  | 2:1     | Лланеллі             |
| Коннас-Кі Номадс      | 3:2     | Ньютаун              |
| Кевн Друїдс           | 2:1     | Ратін Таун           |
| Галкин Юнайтед        | 2:1     | Реєдер Таун          |
| Гейверфордвест Каунті | 0:2     | Понтардаве Таун      |
| Мастег Парк Атлетік   | 1:3     | Гуйнфі Юнайтед       |
| Портмадог             | 1:5     | Бангор Сіті          |
| Тон Пентре            | 2:1     | Брітон Феррі Атлетік |
| Тотал Нетворк Солюшнс | 1:0     | Лландидно            |
| Велшпул Таун          | 3:2     | Лланвайр             |

## 1/8 фіналу
| Команда 1       | Рахунок | Команда 2             |
| --------------- | ------- | --------------------- |
| 9 лютого 2002   |         |                       |
| Бангор Сіті     | 9:1     | Кардіфф Цивіл Сервіс  |
| Баррі Таун      | 4:3     | Кайрсус               |
| Кумбран Таун    | 8:1     | Абераман Таун         |
| Бетус           | 0:3     | Тон Пентре            |
| Кармартен Таун  | 2:1     | Коннас-Кі Номадс      |
| Кевн Друїдс     | 1:0     | Галкин Юнайтед        |
| Понтардаве Таун | 0:1     | Велшпул Таун          |
| Гуйнфі Юнайтед  | 0:1 дч  | Тотал Нетворк Солюшнс |

## 1/4 фіналу
| Команда 1      | Рахунок | Команда 2             |
| -------------- | ------- | --------------------- |
| 9 березня 2002 |         |                       |
| Баррі Таун     | 3:0     | Тотал Нетворк Солюшнс |
| Тон Пентре     | 3:2 дч  | Кумбран Таун          |
| Кармартен Таун | 0:4     | Бангор Сіті           |
| Велшпул Таун   | 0:4     | Кевн Друїдс           |

## 1/2 фіналу
| Команда 1     | Рахунок | Команда 2   |
| ------------- | ------- | ----------- |
| 6 квітня 2002 |         |             |
| Тон Пентре    | 0:2 дч  | Баррі Таун  |
| Кевн Друїдс   | 0:5     | Бангор Сіті |

## Фінал
| 5 травня 2002 |

| Баррі Таун                         | 4:1      | Бангор Сіті  |
| ---------------------------------- | -------- | ------------ |
| Френч 8' Флінн 36' Моралі 51', 90' | Протокол | Гріффітс 41' |

| «Парк Авеню», Аберисвіт Глядачів: 2 256 Арбітр: Р.Дж. Еллінгем |